# Montauriol (Pyrénées-Orientales)
Montauriol (katalanisch Montoriol) ist ein südfranzösischer Ort und eine Gemeinde mit 251 Einwohnern (Stand 1. Januar 2022) im Département Pyrénées-Orientales der Region Okzitanien in der historischen Provinz des Roussillon.

## Lage und Klima
Das Dorf Montauriol selbst ist keine homogene Einheit, eher eine Ansammlung von Gehöften (mas) am Ostrand der französischen Pyrenäen in einer Höhe von ca. 200 m. Montauriol liegt zwischen der ca. 20 km (Luftlinie) entfernten spanischen Grenze und der etwa 24 km (Fahrtstrecke) in nordöstlicher Richtung entfernten Großstadt Perpignan. Das Klima ist gemäßigt bis warm; Regen (ca. 680 mm/Jahr) fällt überwiegend im Winterhalbjahr.

## Bevölkerungsentwicklung
| Jahr                      | 1800 | 1851 | 1901 | 1954 | 1999 | 2016 |
| Einwohner                 | 99   | 166  | 203  | 85   | 188  | 236  |
| Quelle: Cassini und INSEE |      |      |      |      |      |      |

## Wirtschaft
Die hier ansässige und noch stark geprägt von der katalanischen Kultur lebte jahrhundertelang als Selbstversorger von den Gärten und kleinen Feldern. Die Viehzucht und die Herstellung von Schafs- und Ziegenkäse sowie von Würsten und einfachen, aber wetterfesten Textilien waren die einzigen Erwerbsmöglichkeiten. Der vormals der sehr waldreiche Bestand an Steineichen, Korkeichen und Kastanien wird zunehmend durch Rodung zugunsten des EG-subventionierten Weinbaus bedroht. Dank neuer Mischverfahren und Marketingstrategien gewinnt der regionale Rot- und Roséwein immer mehr Abnehmer. Das Gebiet ist in Frankreich noch bekannt für seinen Kirschenanbau, der aber durch den aufkommenden Pfirsichanbau stark bedrängt wird. Mittlerweile spielt auch die Vermietung von Ferienwohnungen (gîtes) eine wichtige Rolle im Wirtschaftsleben der Gemeinde.

## Geschichte
Montauriol ist als Ortsname in Katalonien und im Languedoc sehr verbreitet, stammt doch seine Herkunft aus dem Lateinischen und bedeutet profan „Goldener Berg“ (lat. mons aureolus).
Die Geschichte des Dorfes begann mit der Eroberung der Region durch die Karolinger um 800 n. Chr. Im 9. und 10. Jahrhundert entstanden – trotz oder wegen der Grenzlage zu Al-Andalus in diesem Raum einflussreiche Abteien wie die Abtei Saint-André, die Abtei Sainte-Marie (Arles-sur-Tech) und die Abtei Saint-Michel-de-Cuxa, die fast in jedem der, wenn auch spärlich besiedelten Täler Tochterkirchen gründeten. So wie hier in Montauriol das Kirchlein Saint-Saturnin.
Im Gebiet der heutigen Gemeinde bestanden früher zwei kleine Weiler. Montauriol d’Amont lag auf dem Höhenzug über der Schlucht von Hostalets (nach einem in der Nähe liegenden Mas Les Hostalets) und ist heute verschwunden. Früher soll hier eine Burg (château) gestanden haben, wovon noch einige Steinhaufen und ein viereckiger Turm zeugen.

## Sehenswürdigkeiten

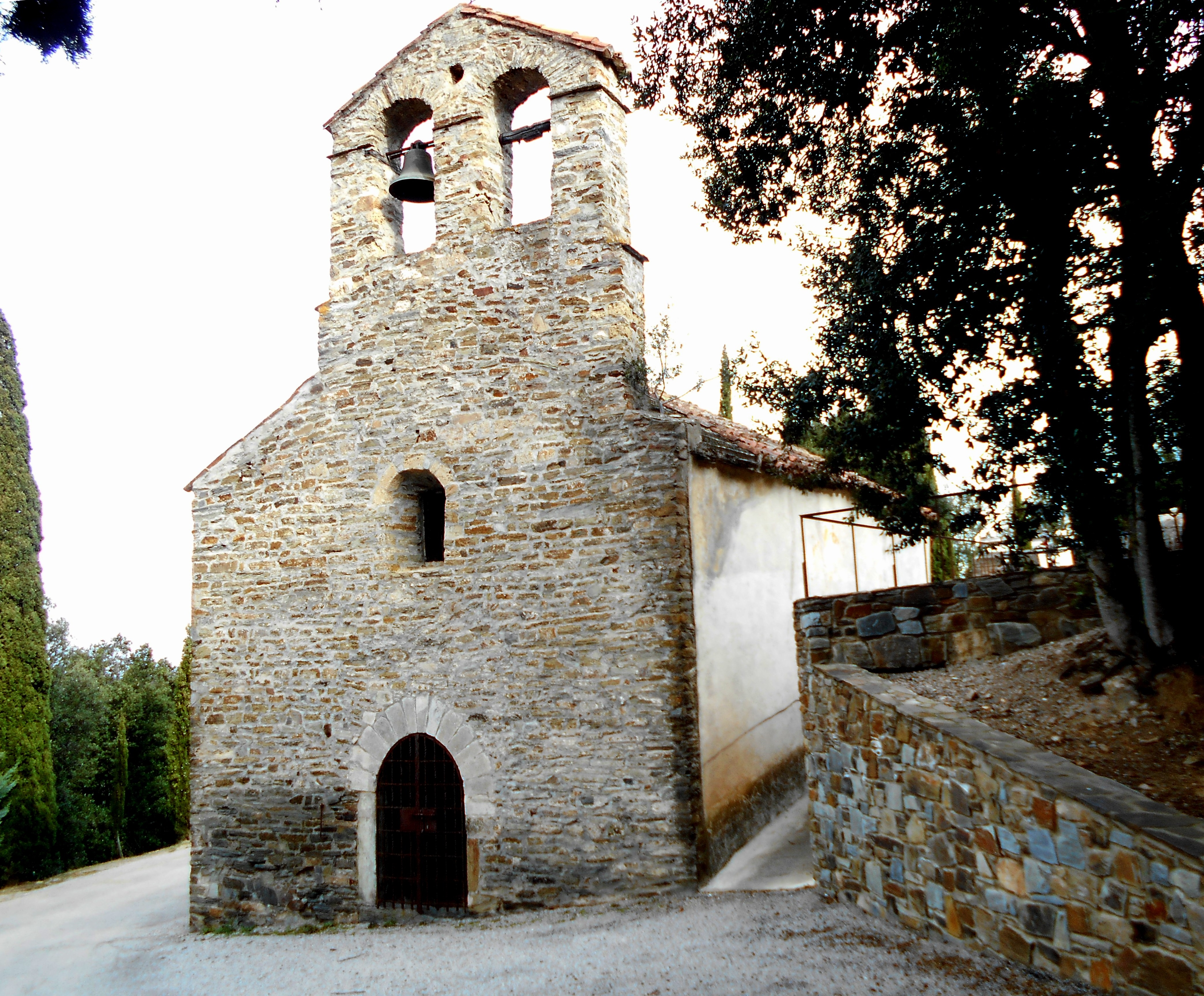
Eglise Sant-Saturní

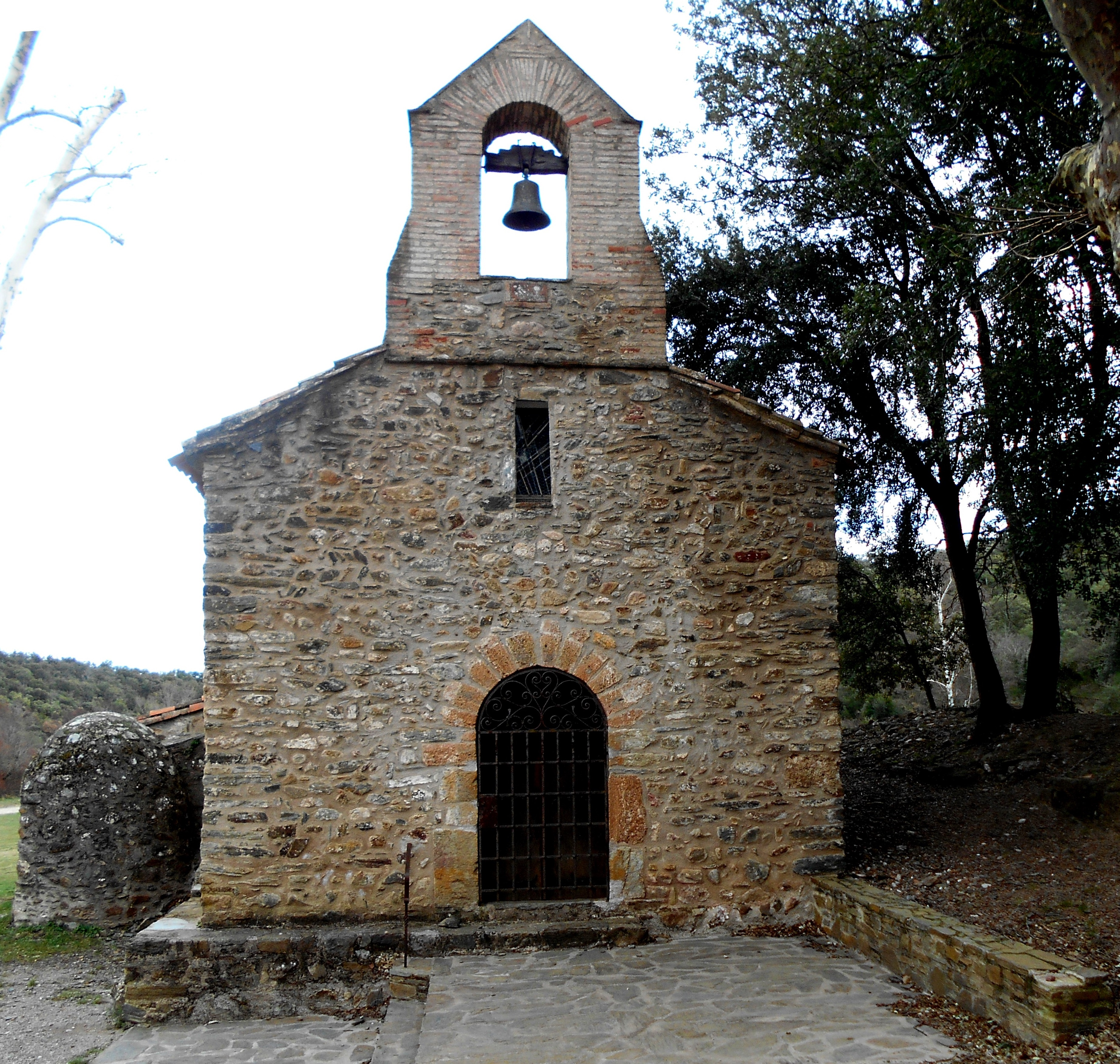
Kapelle Saint-Amans

- Die aus Bruchsteinen errichtete frühromanische Église de Saint-Saturnin (katalanisch Sant-Sadurní) ist dem hl. Saturninus von Toulouse geweiht (Weihe 1010). Über der eisenbeschlagenen Eingangstür, der ältesten und vollständigsten ihrer Art im Roussillon und in ganz Frankreich, befindet sich ein später hinzugefügter zweigeteilter Glockengiebel (clocher mur) aus dem 15. Jahrhundert.[1] Das Kirchenschiff ist tonnengewölbt; die Apsis birgt ein mehrteiliges Altarretabel aus dem 15. Jahrhundert. Dessen Mittelteil stellt die Kreuzigung Christi dar, die linken Teile die Verkündigung und Anbetung Jesu und der rechte Teil das Martyrium des hl. Saturninus, des ersten Bischofs von Toulouse († um 250 n. Chr.). Der Altaraufsatz wurde im Jahr 2010 aus der Kirche gestohlen, aber im Jahr 2016 wieder aufgefunden und zurückgegeben.[2]

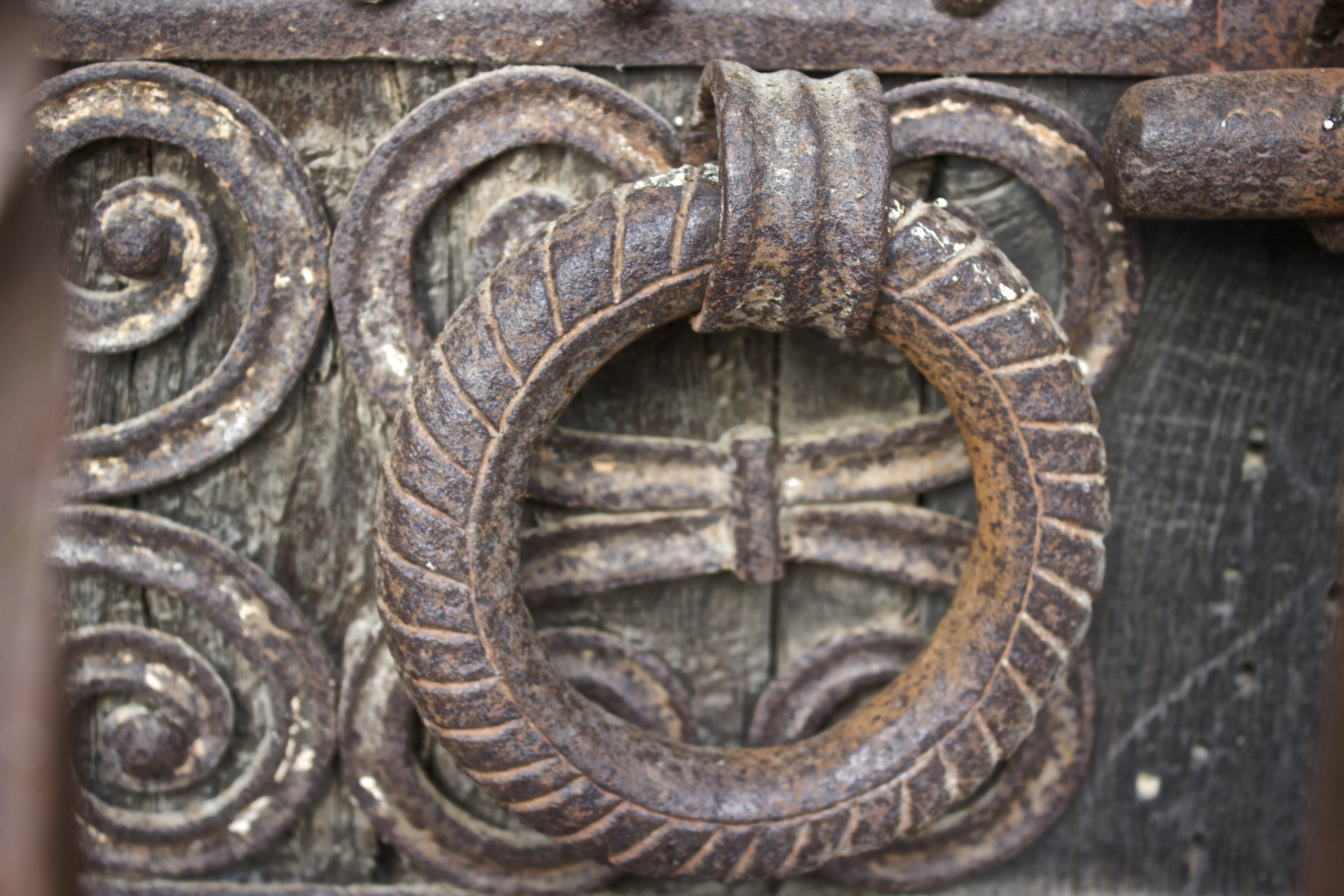
Detail der Türbeschläge
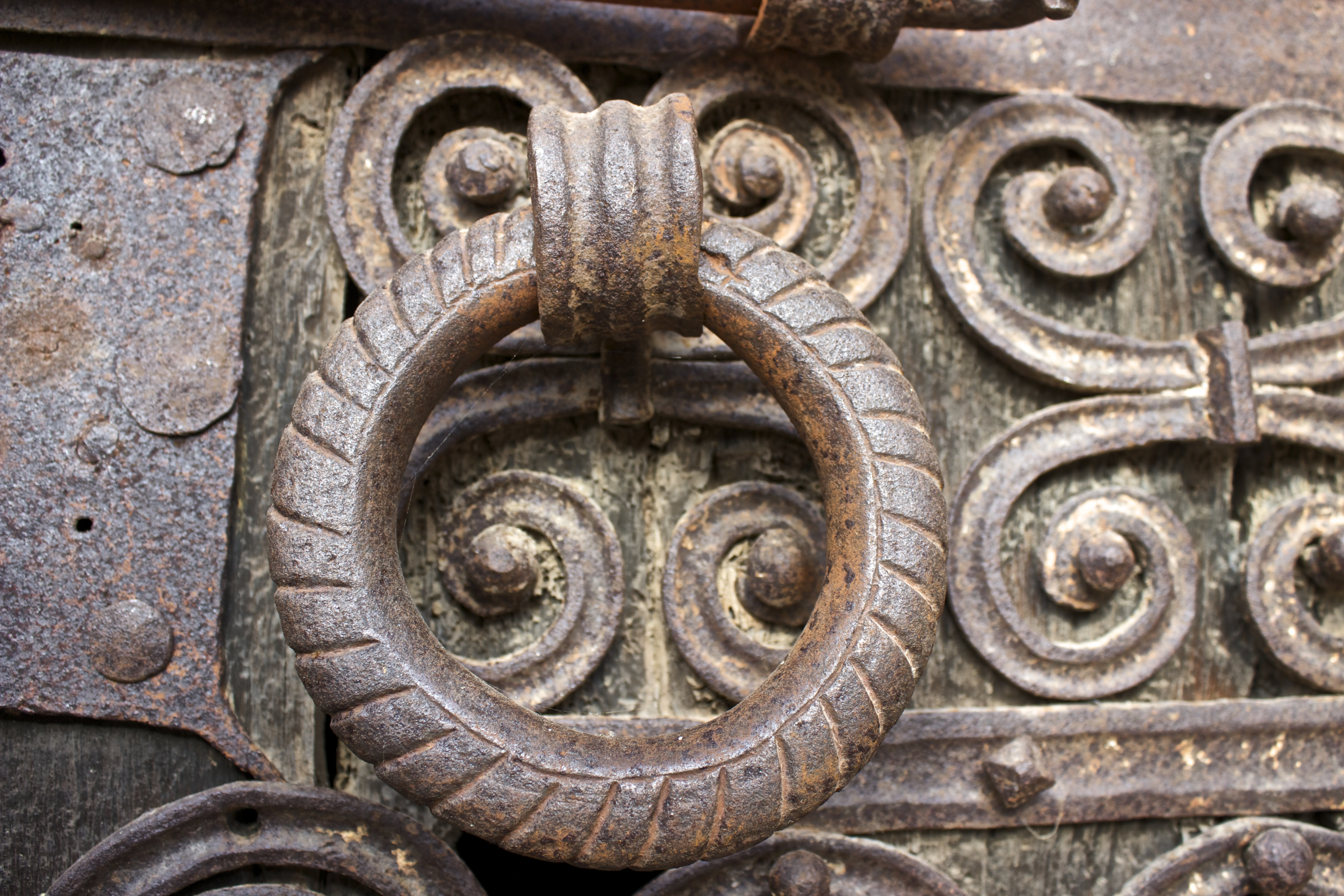
dto.
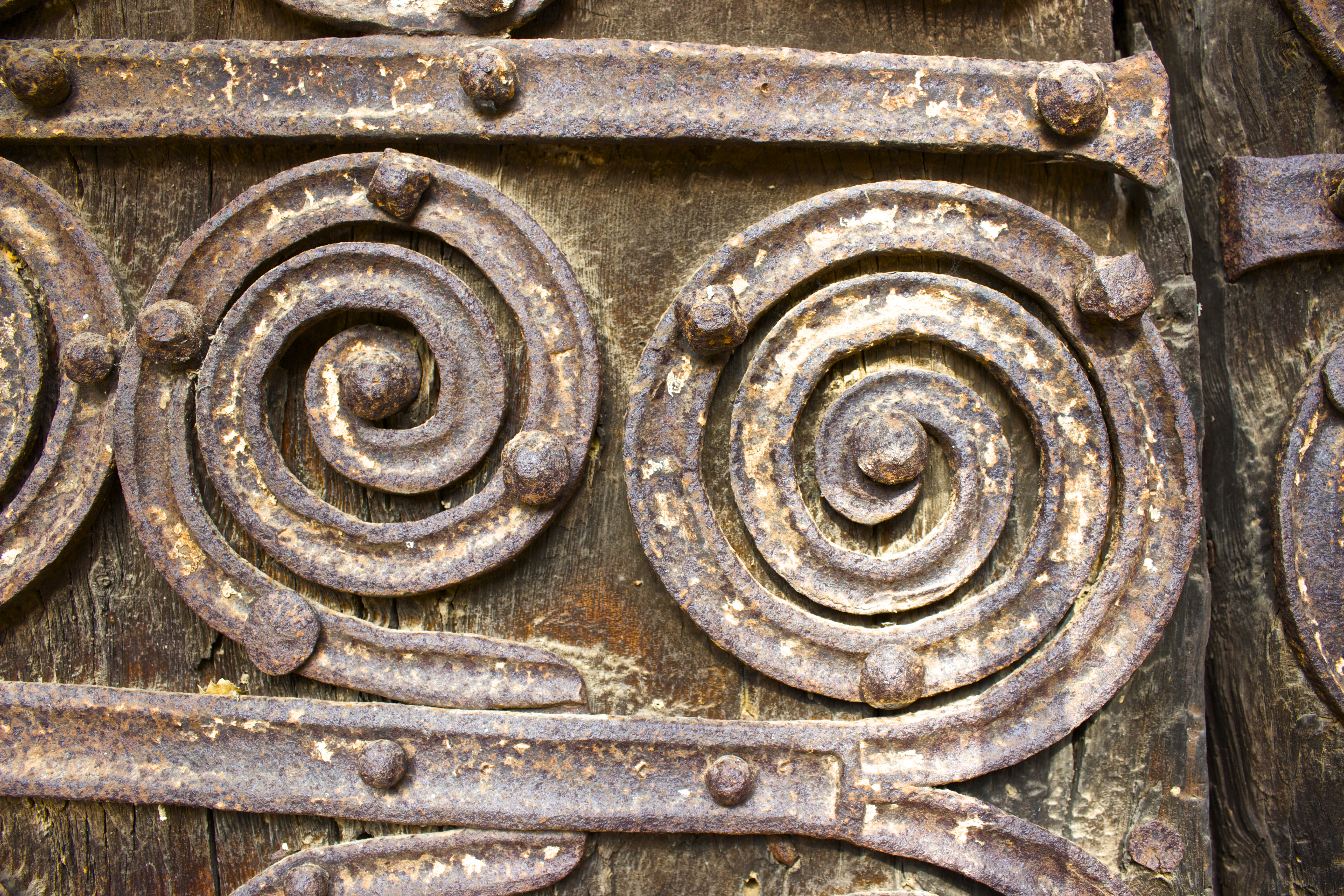
dto.

- Vor dem Rathaus (mairie) steht die lebensgroße Statue La Vendangeuse („die Weinleserin“), die vom deutschen Bildhauer Peter Weiss (1924–1981) geschaffen wurde, der von 1963 bis zu seinem Tod in Montauriol lebte und arbeitete[3].

Umgebung
- Die ebenfalls aus Bruchsteinen erbaute Kapelle Saint-Amans (katalanisch Sant Amanç de la Ribera) befindet sich etwa 2 km westlich des Ortes in einem Wald. Sie wird noch dem 12. Jahrhundert zugeordnet, aber auch hier wurde der Glockengiebel später erneuert oder hinzugefügt.
- Etwa 4 km südwestlich steht die im Äußeren ähnlich schmucklose, aber etwas jüngere Kapelle Sainte-Marie.
- Der „Weg des Eisens“ (franz. „Chemin du Fer“) ist ein ehemaliger römischer Karrenweg, der die alten Minen von Batère mit der Via Conflentana (Llupia) und Illiberis (Elne) verband. In Montauriol führt er auf den Anhöhen nördlich des Dorfes entlang des Camp Grand und macht eine Biegung am Veïnat d’Amont („Mas Du Chien Vert“) vorbei in Richtung der Kapelle Vallpuig. Auf dem Weg kommt man an zahlreichen weiteren architektonische Sehenswürdigkeiten wie der Kapelle Saint-Amans, der Kapelle Vallpuig oder dem Weiler „Les Hostalets“ vorbei. Der Weg ist auch eine schöne Wanderroute, die mittlerweile in touristischen Reisebroschüren bunt beschrieben ist.[4]